# Fivelandia TV 2
Fivelandia TV 2 è la seconda VHS ufficiale della cantante italiana Cristina D'Avena prodotta dalla Five Home Video e Reteitalia, distribuita e pubblicata nel 1988 dalla Five Record Srl.

## La VHS
La VHS raccoglie 15 videoclip di sigle televisive e di cartoni animati che vanno dal 1986 al 1988, 14 delle quali della cantante. I videoclip sono quelli utilizzati per la messa in onda e le canzoni sono adattate a quel taglio.

## Tracce
- VHS: FHV 81103

Testi di Alessandra Valeri Manera; edizioni musicali Canale 5 Music.
1. Arriva Cristina (musica: Ninni Carucci)
2. Viaggiamo con Benjamin (musica: Ninni Carucci)
3. Denny (feat. Paolo Torrisi) (musica: Ninni Carucci)
4. Principessa dai capelli blu (musica: Massimiliano Pani)
5. Che famiglia è questa family! (musica: Ninni Carucci)
6. Prendi il mondo e vai (musica: Massimiliano Pani)
7. Palla al centro per Rudy (musica: Enzo Draghi)
8. Lady Lovely (musica: Enzo Draghi)
9. Una per tutte, tutte per una (musica: Ninni Carucci)
10. Hilary (musica: Ninni Carucci)
11. Kolby e i suoi piccoli amici (musica: Ninni Carucci)
12. Siamo quelli di Beverly Hills (musica: Ninni Carucci)
13. Fufur superstar (musica: Ninni Carucci)
14. Balliamo e cantiamo con Licia (musica: Ninni Carucci)
15. Paolo Bonolis, Manuela Blanchard, Giancarlo Muratori – Bim Bum Bam siamo qui tutti e tre (musica: Enzo Draghi)

## Produzione
- Alessandra Valeri Manera – Produzione